# Verticordia sieberi
Verticordia sieberi är en myrtenväxtart som beskrevs av Karl Carl Moritz Diesing och Johannes Conrad Schauer. Verticordia sieberi ingår i släktet Verticordia och familjen myrtenväxter.

## Underarter
Arten delas in i följande underarter:
- V. s. curta
- V. s. lomata
- V. s. pachyphylla
- V. s. sieberi